# پارک گلدن گیت

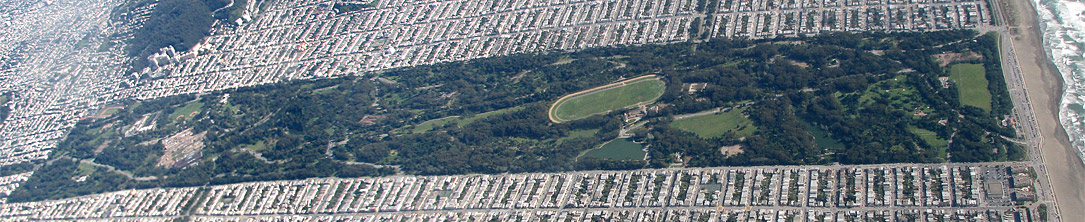
نمای هوایی از پارک گلدن گیت.

پارک گلدن گیت (به انگلیسی: Golden Gate Park) یک پارک شهری بزرگ است که در شهر سان‌فرانسیسکو ایالات کالیفرنیای آمریکا واقع شده‌است. مساحت این بوستان ۴٫۱۲ کیلومتر مربع است و شکلی مستطیلی دارد. پارک گلدن گیت هم‌شکل با سنترال پارک نیویورک است ولی مساحت آن ۲۰ درصد بیشتر از سنترال پارک است.
پارک گلدن گیت با سالانه ۲۴ میلیون بازدیدکننده، سومین پارک پربازدید ایالات متحده است.
فرهنگستان علوم کالیفرنیا که یک موزه بزرگ علوم طبیعی و نهاد پژوهشی است در این پارک قرار گرفته‌است. گلخانه‌ای به نام «Conservatory of Flowers» و یک باغ گیاهشناسی از دیگر نقاط دیدنی این پارک است. ورزشگاه گلدن گیت و باغ ژاپنی از نقاط گردشی دیگر در این پارک است.

## نگارخانه

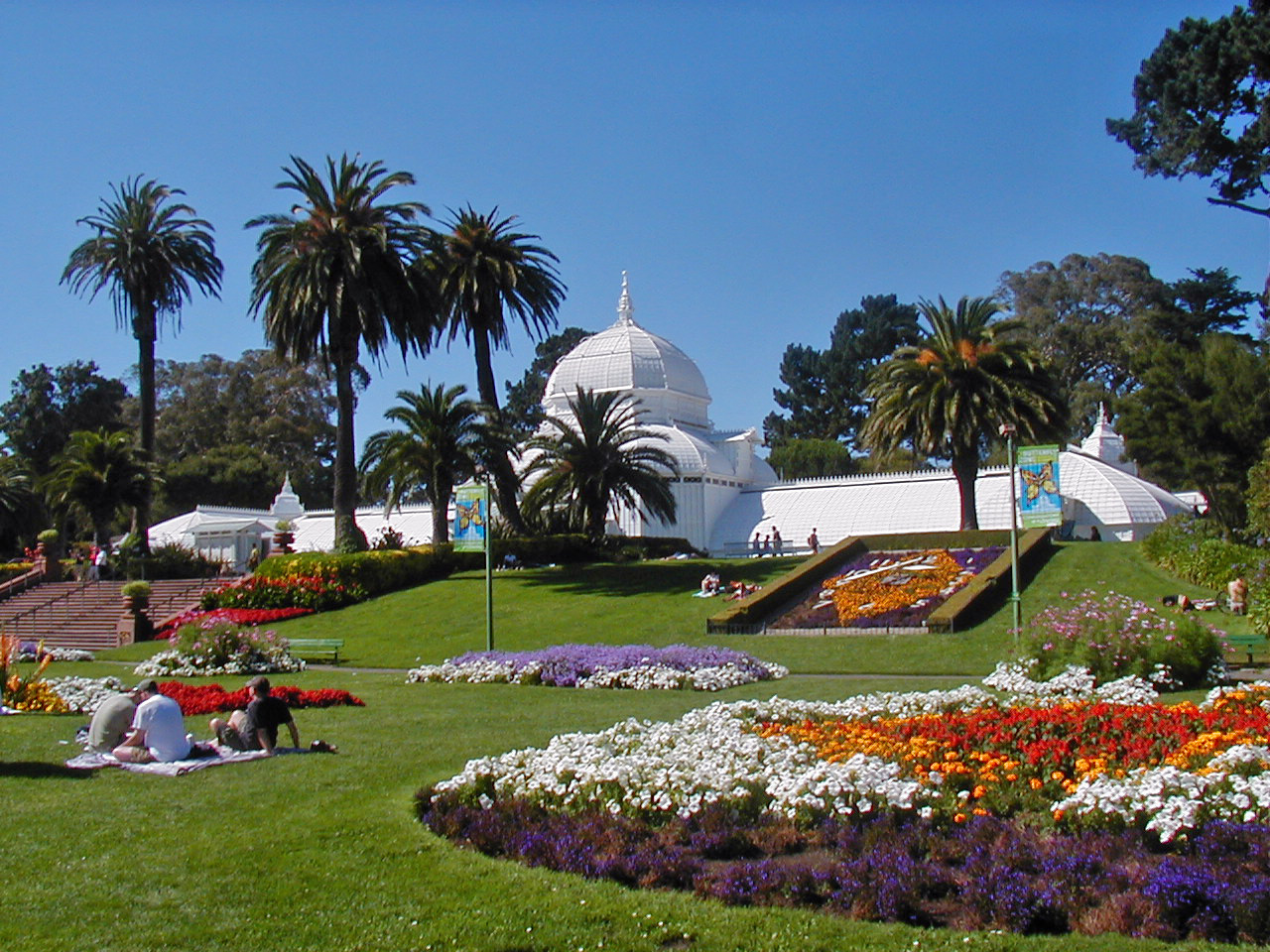
گلخانه
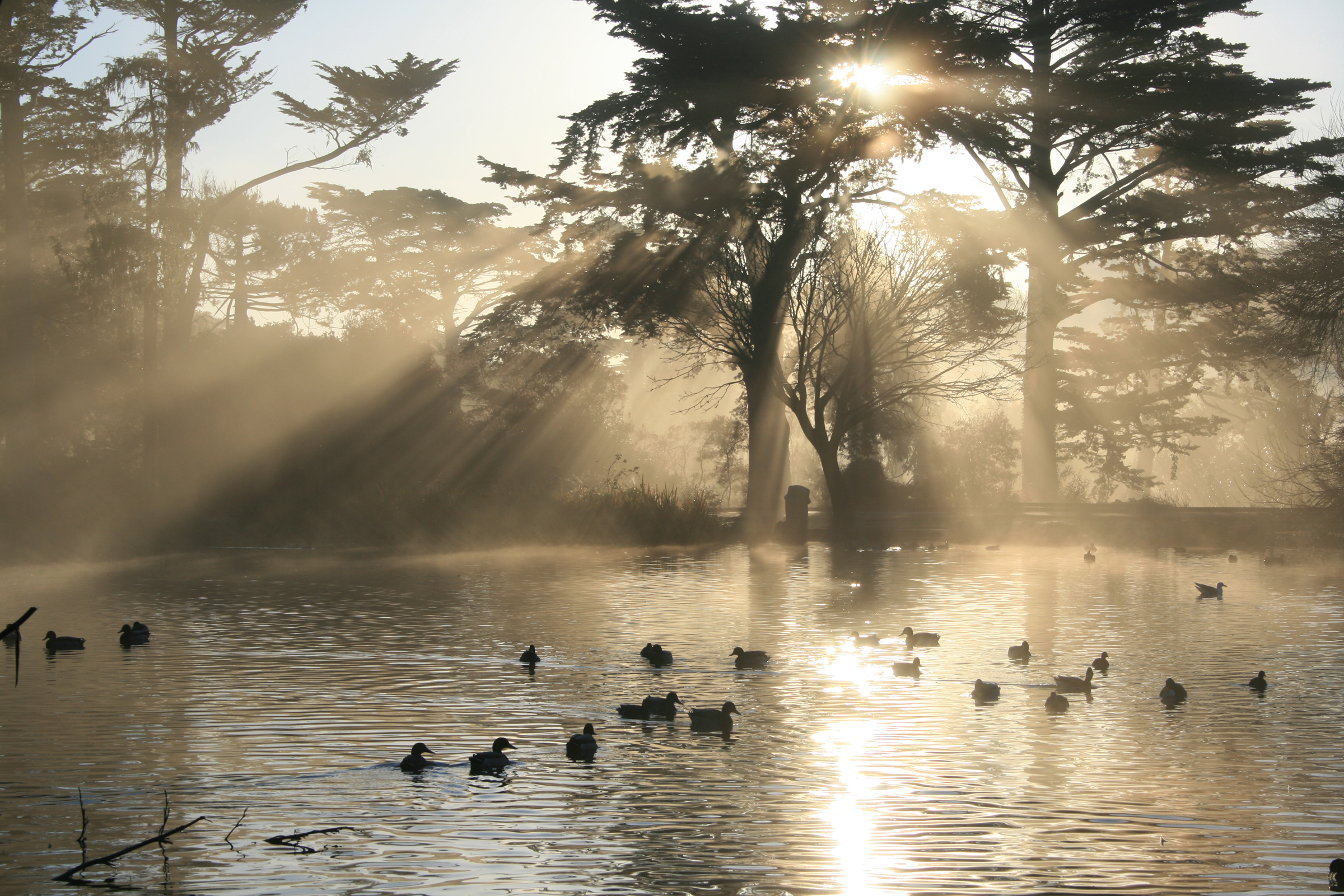
ابرافشان‌ها در دریاچه استو.
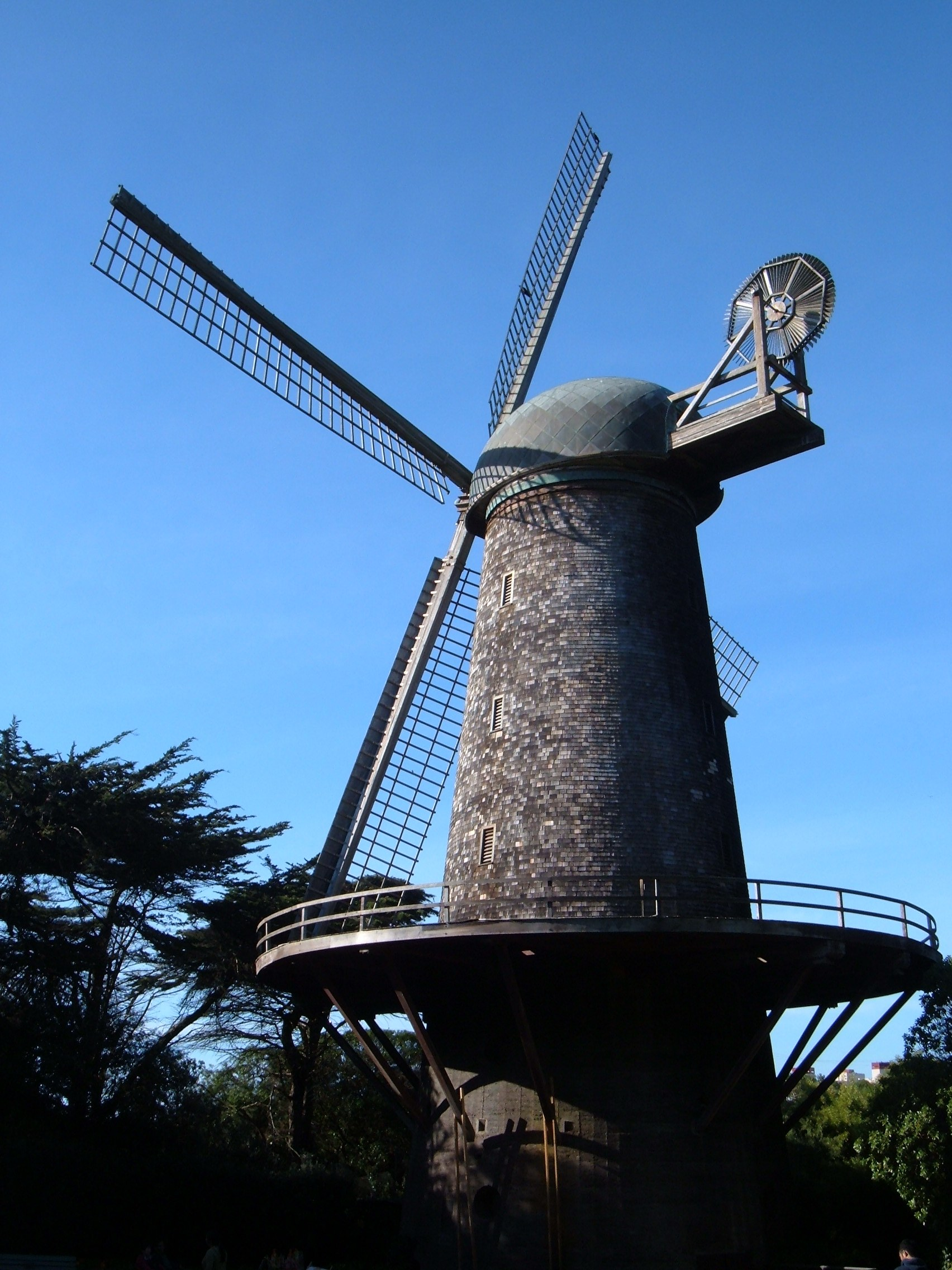
آسیاب هلندی